# 陳柏瑞
陳柏瑞（1991年3月17日—），臺灣台北人，作家，曾為台北市長柯文哲隨行攝影師、導演、詞曲創作者，任職於台北市政府。

## 生平
陳柏瑞從小在台北六張犁長大，畢業於和平高中，上大學時就讀世新大學新聞系才接觸攝影，曾以《世新中的你》詞曲共同創作獲選世新大學A99級畢業歌。2012年，仿效小說家九把刀《那些年，我們一起追的女孩》精神，邀集同學拍攝《和平 午後 我經過》影片。
大學畢業後，考上同校廣播電視電影學系碩士班，拍攝紀錄片《臺北》紀錄自己的故鄉。陳柏瑞曾以「原來，臺北，這麼美」為題材開設個人攝影展，並應邀與台北市政府合作觀光宣傳片、台北旅遊網邀請平面作品合作。
出社會後，進入台北市政府工作。2019年，正式進入臺北市政府秘書處媒體事務組，成為柯文哲隨行攝影師。